# Norrskäret, Malax
Norrskäret är en ö i Finland. Den ligger i Norra kvarken och i kommunen Malax i den ekonomiska regionen  Vasa i landskapet Österbotten, i den västra delen av landet. Ön ligger omkring 18 kilometer sydväst om Vasa och omkring 360 kilometer nordväst om Helsingfors.
Öns area är 35,4 hektar och dess största längd är 1 kilometer i sydväst-nordöstlig riktning.